# Amédée de Saint-Marc
Cet article court présente un sujet plus développé dans : Mélesville, Eugène Scribe et Charles-Gaspard Delestre-Poirson.
Amédée de Saint-Marc est un pseudonyme collectif utilisé par Anne-Honoré-Joseph Duveyrier, dit Mélesville, Eugène Scribe et Charles-Gaspard Delestre-Poirson, auteurs dramatiques français de la seconde moitié du XIXe siècle et de la première moitié du XXe siècle.